# Theater in der Klemme

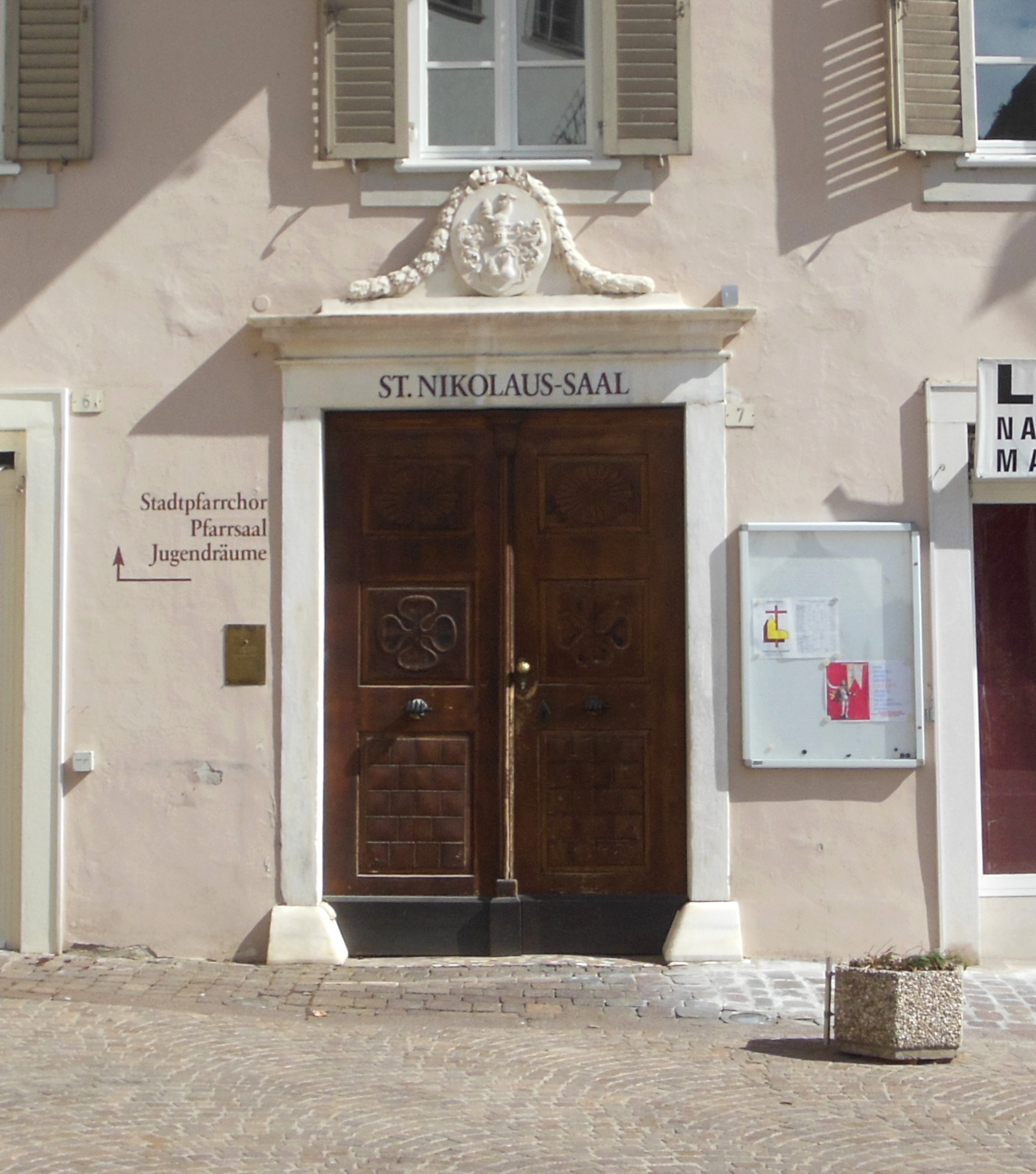
Eingang zum Nikolaussaal am oberen Pfarrplatz in Meran

Das Theater in der Klemme ist ein 1979 gegründeter Verein von theaterbegeisterten Menschen, der in der Kulturszene in Meran und Südtirol aktiv ist.

## Geschichte

### Am oberen Pfarrplatz (1979–1993)
Das Theater in der Klemme wurde als Verein im Jänner 1979 von einer Gruppe um den Spielleiter Franco Marini gegründet, erster Vereinsobmann war Oswald Waldner. Im Vorfeld war es innerhalb der Mitglieder der Meraner Volksbühne zu Meinungsverschiedenheiten darüber gekommen, ob gesellschaftspolitisch engagiertes Theater, wie es ihr Spielleiter Franco Marini vermehrt inszeniert hatte, mit den Vereinszielen überhaupt vereinbar sei. Darüber kam es zum Bruch zwischen der „konservativen“ Vereinsführung und dem Großteil der aktiven Mitglieder. In der Folge löste sich die Volksbühne praktisch auf und die „progressiven“ Mitglieder konnten als „Theater in der Klemme“ (TIK) an deren Spielort im Meraner Nikolaussaal ihre Tätigkeit fortführen.

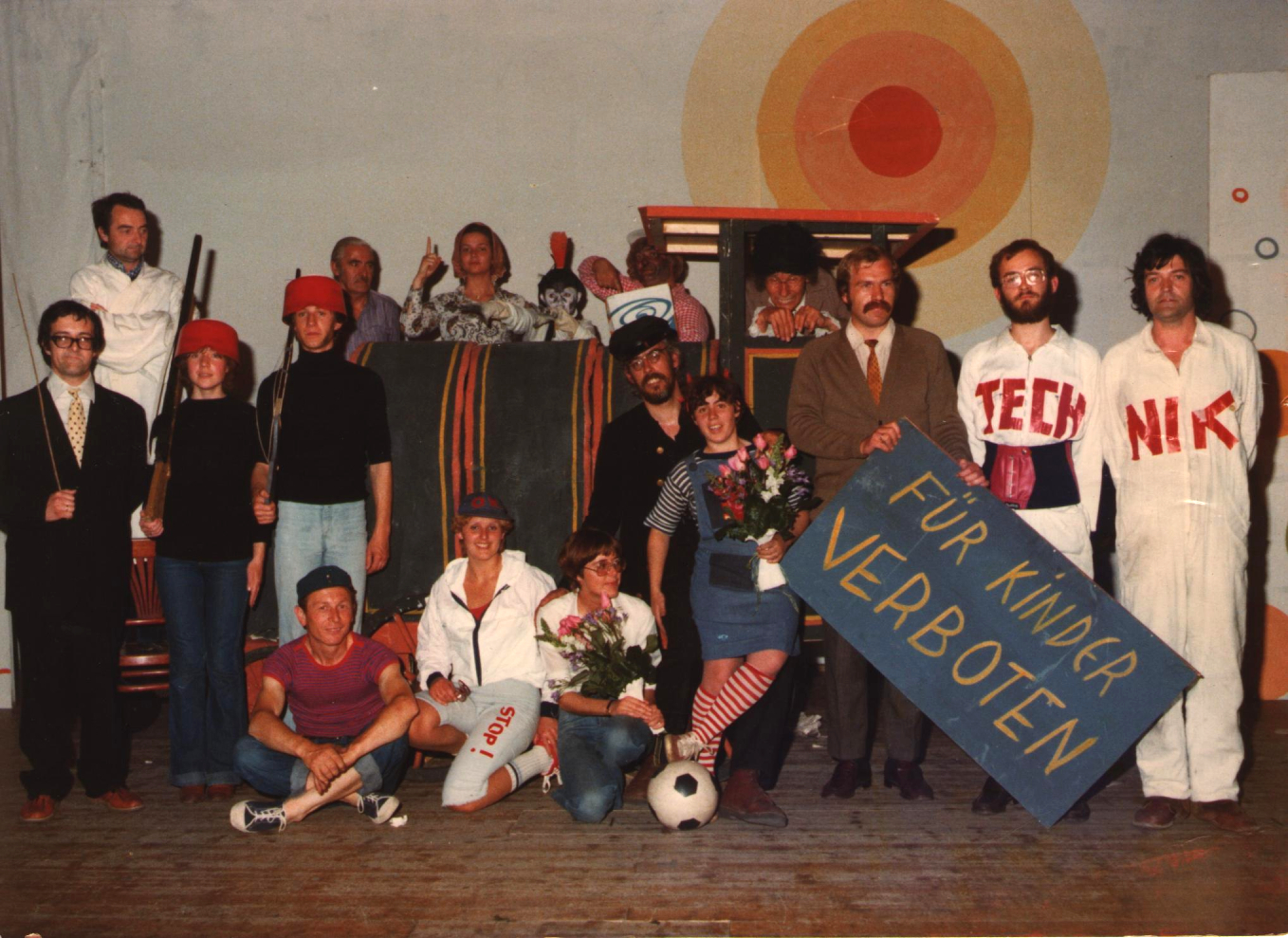
Ensemble der "Meraner Volksbühne" bei der Aufführung von "Stockerlock und Millipilli" (1977)

Nachdem die Gruppe noch als „Meraner Volksbühne“ im Jahr 1977 das Kinderstück Stokkerlok und Millipilli aus dem Repertoire des Berliner Grips-Theaters mit großem Erfolg aufgeführt hatte, wurde in den Anfangsjahren jährlich ein Kinderstück auf das Programm gesetzt, das auch als Schülervorstellung angeboten wurde. Die Grips-Stücke Kannst du zaubern, Opa? (1979), Wasser im Eimer (1980) und Mugnog-Kinder (1981) sowie Robinson lernt tanzen (1983) des Schweizer Autors Hansjörg Schneider wurden aufgeführt. Oswald Waldner schrieb das Stück Der grüne Drache, das 1986 aufgeführt wurde sowie zwei Jahre später das Nachfolgestück Der grüne Drache in Elektronien. Auch in den folgenden Jahren wurde immer wieder ein Kinderstück ins Programm aufgenommen.

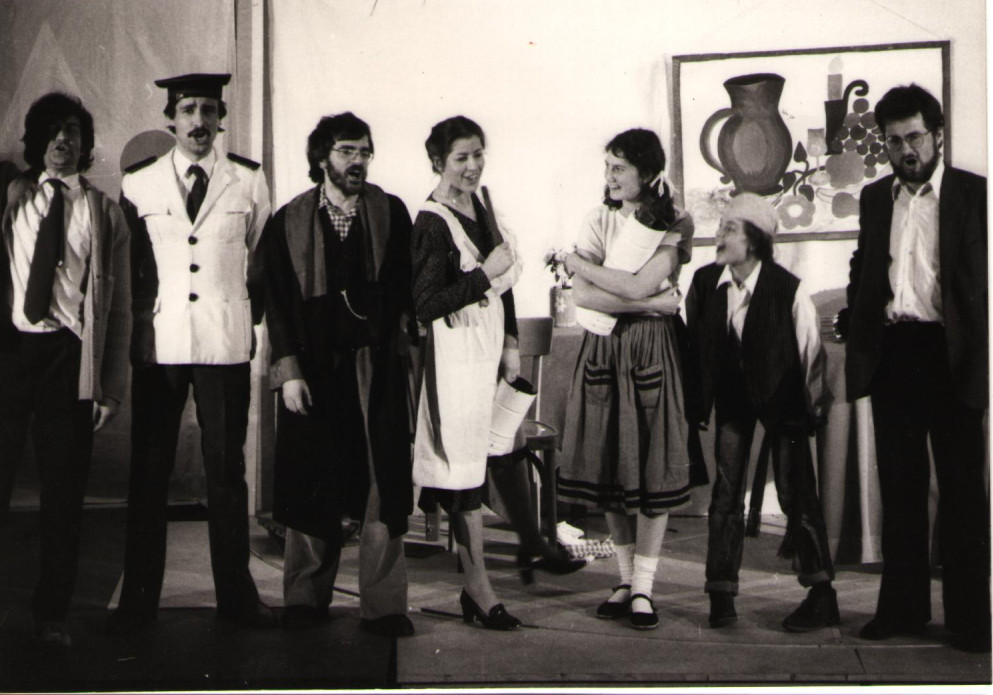
Szene aus „Mugnog-Kinder“, ganz links Franco Marini, der auch Regie führte

Die Auswahl der Stücke, auch für das Abendprogramm, traf im Wesentlichen Franco Marini zusammen mit seiner Frau Thusnelda Mussner, meist auf der Basis aktueller Veröffentlichungen oder Rezensionen in der Zeitschrift Theater heute. Aber auch zeitgenössische lokale Autoren (Albrecht Ebensberger, Josef Feichtinger, Matthias Schönweger, Felix Mitterer) wurden aufgeführt.
Obwohl die Gruppe ausschließlich aus Laiendarstellern bestand und die finanziellen Mittel knapp waren, gelang es Franco Marini stets, die meist großen Ensembles zusammenzuführen und erfolgreiche Aufführungen auf die Bühne zu bringen. Die selbstgebauten Bühnenbilder und die manchmal erforderlichen Improvisationen waren dabei Teil des „Klemme-Stils“, den das Meraner Publikum durchaus zu schätzen wusste.
Bis gegen Mitte der 1980er war das TIK zu einem ernst genommenen Faktor im Kulturbetrieb der Stadt und des Landes Südtirol geworden und einige ihrer Produktionen, so das Grips-Umweltstück Wasser im Eimer und Josef Feichtingers Verbauter Frühling, wurden auch für das lokale Fernsehen aufgezeichnet. Auch die Stadtverwaltung begann, den eher systemkritischen Kreisen zugeordneten Verein ernstzunehmen und stellte mehrere ungenutzte Räume im ersten Stock des renovierungsbedürftigen Palais Mamming zur Verfügung. Dort konnten Versammlungen und Leseproben abgehalten sowie Requisiten und Kostüme gelagert werden.
Vieles schien nun möglich und das ermutigte einige vor allem jüngere Mitglieder um Giorgio Degasperi ein anspruchsvolles Projekt in die Wege zu leiten. Die „Klemme“ sollte sich vom reinen Theaterverein zu einer umfassenden sprachgruppenübergreifenden Kulturorganisation weiterentwickeln, die sich auch an den italienischsprachigen Teil der Bevölkerung richtet und in der auch professionelles Arbeiten möglich war. Neben experimentellen Theateraufführungen wurden Theater-, Tanz- und Akrobatik-Kurse organisiert und ein Foto-Labor eingerichtet. Es stellte sich jedoch heraus, dass das Projekt finanziell nicht solide genug war, um den Mitarbeitern und Mitarbeiterinnen eine Lebensgrundlage zu bieten, sodass es zu Beginn der 1990er Jahre auslief.

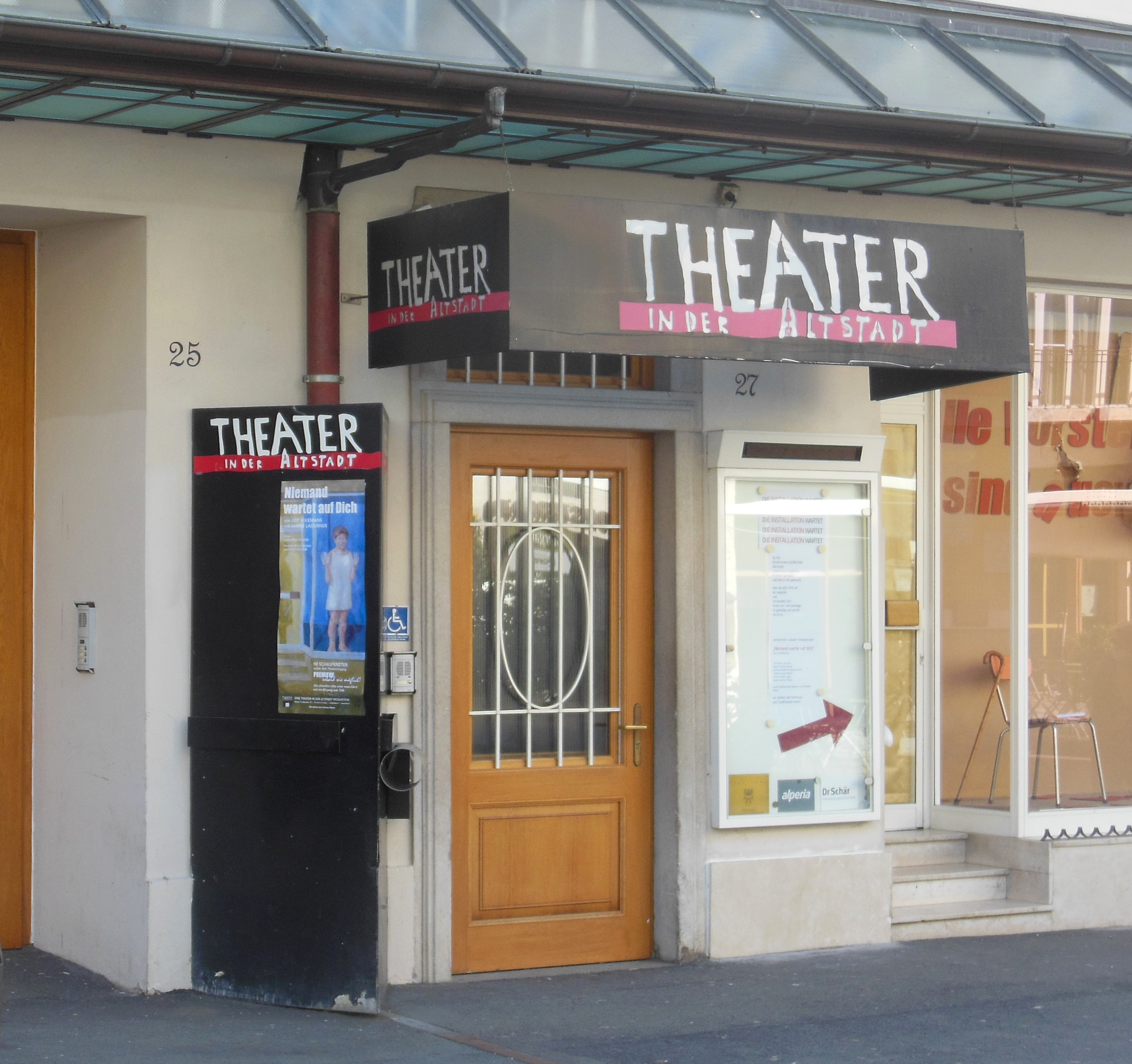
Eingang zum „Theater in der Altstadt“ im Kurhaus von Meran

### Im Keller des Kurhauses (1993 bis heute)
Im Jahr 1988 gründete der aus Wien zurückgekehrte Regisseur Rudi Ladurner das ZeitTheater mit dem Ziel, eine Professionalisierung des deutschsprachigen Theaters in Südtirol voranzutreiben. Zu diesem Zweck schloss er einen Vertrag mit der Pfarre Meran als Eigentümerin des Nikolaussaals, der den Vorrang des Theaters bei der Nutzung der Räumlichkeiten garantierte. Daraufhin ließ er den Saal den Erfordernissen eines Theaters entsprechend umbauen und eröffnete ihn im Jahre 1990 als „Theater in der Altstadt“ neu. Bis 1993 nutzten TIK und Zeittheater die Räumlichkeiten gemeinsam und gemeinsam übersiedelten sie, nach der Kündigung des Vertrags durch die Pfarrgemeinde, in das neu errichtete Theater im Kellergeschoss des Kurhauses. Dieses behielt den Namen „Theater in der Altstadt“ bei und wurde von Rudi Ladurner bis zu seinem Tod (2019) erfolgreich geführt.
Die „Klemme“ unter Franco Marini war auch im neuen Haus ein gern gesehener und erfolgreicher Gast, der im Laufe der Jahre einige Höhepunkte zum Programm beisteuerte. Erwähnt seien hier nur die Operette Im weißen Rössl, das Rustical Der Watzmann ruft, und das Tourismusical Die Piefke-Saga.
Mit dem Tod von Franco Marini im Dezember 2014 endet die Ära der „klassischen“ Klemme. Die Tätigkeit des Vereins wird nun von einer Gruppe von Theatermachern um Johanna Porcheddu fortgesetzt, die sich, ganz im Sinne der Anfänge, vorwiegend dem Kindertheater widmet.

## Produktionen
1979
- Mitesser von Albrecht Ebensperger, Regie: Klaus Rainer
- Kannst du zaubern, Opa? Stück über Kinder und Alte von Grips-Theater, Regie: Franco Marini
- Freiheit in Krähwinkel von Johann Nestroy, Regie: Franco Marini

1980
- Wasser im Eimer Lehrstück in Revueform von Grips-Theater, Werkstattarbeit mit Gruppenregie

1981
- Hamlet in Unterschlammdorf von Ivo Breshan, Regie: Klaus Rainer
- Mugnog-Kinder antiautoritäres Kinderstück von Rainer Hachfeld Grips-Theater, Regie: Franco Marini

1982
- Verbauter Frühling von Josef Feichtinger, Regie: Franco Marini
- Alp von Matthias Schönweger, Regie: Matthias Schönweger und Franco Marini

1983
- Robinson lernt tanzen von Hansjörg Schneider, Regie: Franco Marini
- Die Kleinbürgerhochzeit von Bertolt Brecht, Regie: Kurt Pardeller

1984
- Der Nachmittag der Generäle von Boris Vian, Regie: Franco Marini

1985
- Astoria von Jura Soyfer, Regie: Franco Marini

1986
- Der grüne Drache von Oswald Waldner, Regie: Franco Marini

1987
- Zwölfelaitn von Heinz Rudolf Unger, Regie: Franco Marini

1988
- Der grüne Drache in Elektronien eine Werkstattarbeit, Text und Regie: Franco Marini
- Der Drache von Jewgeni Schwarz, Regie: Giorgio Degasperi

1989
- Tango von Slawomir Mrozek, Regie: Franco Marini

1990
- Alles, was recht ist ...! Szenen von Karl Valentin, Regie: Franco Marini
- Enantiodromia Werkstattarbeit der „Kleinen Klemme“, Regie: Giorgio Degasperi
- Toccata e fuga Werkstattarbeit der „Kleinen Kemme“, Regie: Giorgio Degasperi

1991
- Zu ebener Erde und im ersten Stock von Johann Nestroy, Regie: Franco Marini

1992
- Erzengel flippern nicht von Dario Fo, Regie: Franco Marini

1993
- Der Weltuntergang von Jura Soyfer, Regie: Franco Marini

1994
- Der entfesselte Wotan von Ernst Toller, Regie: Franco Marini

1995
- Im weissen Rössl Operette von Hans Müller und Erik Charell Musik von Ralph Benatzky, Regie: Franco Marini

1996
- Der Hahnenkampf von Heinrich Lautensack, Regie: Franco Marini

1997
- Das Geisterhaus Kinderstück mit Musik von Peter Blaikner, Regie: Franco Marini

1998
- Alex, die Piratenratte Kinderstück mit Musik von Peter Blaikner, Regie: Franco Marini
- Victor oder die Kinder an der Macht von Roger Vitrac, Regie: Franco Marini

1999
- Das Geisterhaus Kinderstück mit Musik von Peter Blaikner, Regie: Franco Marini
- Der fidele Bauer Operette von Victor Léon Musik von Leo Fall, Regie: Franco Marini

2000
- Der Selbstmörder von Nikolai Erdman, Regie: Franco Marini

2001
- Kasimir und Karoline von Ödön von Horváth, Regie: Franco Marini

2002
- Das Plastiksackl im Wiesengrund musikalisches Kabarett von Franco Marini, der auch Regie führt. Musik und musikalische Leitung: Gregor Marini

2003
- Der Watzmann ruft Rustical in 5 Akten von Wolfgang Ambros und Manfred Tauchen, Musikalische Leitung: Gregor Marini, Regie: Franco Marini
- Der Schlündelgründler von Ken Campbell, Regie: Franco Marini

2004
- King Kongs Töchter von Theresia Walser, Regie: Franco Marini

2005
- Zur schönen Aussicht von Ödön von Horváth, Regie: Franco Marini

2006
- Die kahle Sängerin von Eugène Ionesco, Regie: Franco Marini

2007
- Die Piefkesaga Tourismusical nach der gleichnamigen Fernsehserie von Felix Mitterer, Musik, Songtexte und musikalische Leitung: Gregor Marini, Regie: Franco Marini

2008
- Die Kantine – Capriccio a la Habsburg von Wolfgang Bauer, Regie: Franco Marini

2009
- Der Himbeerpflücker von Fritz Hochwälder, Regie: Franco Marini

2010
- Flieg, Oberst, flieg von Christo Bojtschew, Regie: Franco Marini

2011
- Die Kunst der Komödie von Eduardo de Filippo, Regie: Franco Marini

2012
- Glaube Liebe Hoffnung von Ödön von Horváth, Regie: Franco Marini

2013
- Herkules und der Stall des Augias von Friedrich Dürrenmatt, Regie: Franco Marini

2014
- Jennerwein! Ein stolzer Schütz in seinen besten Jahren...  Eine Moritat! Musical von Franco Marini, Musik und musikalische Leitung: Gregor Marini, Regie: Franco Marini
- Aus dem Leben eines Drachen Kinderstück von Karin Verdorfer und Katharina Schraml, mit: Johanna Porcheddu, Brigitte Knapp, Sabine Ladurner

2015
- An der Arche um Acht Kinderstück von Ulrich Hub, mit: Johanna Porcheddu, Sabine Ladurner, Christina Khuen

2016
- Neue Mama gesucht Kinderstück von Karin Verdorfer und Katharina Schraml, mit: Johanna Porcheddu, Sabine Ladurner, Karin Verdorfer, Raimund Marini, Christina Khuen

2017
- Die Kuh Rosmarie Kinderstück von Andri Beyeler, mit: Johanna Porcheddu, Sabine Ladurner, Christina Khuen

2018
- Wie hoch ist oben Kinderstück von Brendan Murray, mit: Johanna Porcheddu, Sabine Ladurner, Karin Verdorfer, Valentina Mölk, Oswald Waldner

2019
- Schneewittchen und die sieben Zwerge Märchenkomödie von Thomas Howalt, mit: Valentina Mölk, Sabine Ladurner, Johanna Porcheddu